# Stenocercus orientalis
Espèce
Statut de conservation UICN

 LC  : Préoccupation mineure
Stenocercus orientalis est une espèce de sauriens de la famille des Tropiduridae.

## Répartition et habitat
Cette espèce est endémique de la région d'Amazonas au Pérou. On la trouve entre 2 200 et2 900 m d'altitude. Elle vit dans la forêt tropicale humide de montagne.

## Publication originale
- Fritts, 1972 : New species of lizards of the genus Stenocercus from Perú (Sauria: Iguanidae). Occasional Papers of the Museum of Natural History, The University of Kansas, n. 10, p. 1-21 (texte intégral).